# Revista de Libros
La Revista de Libros és una revista literària espanyola fundada l'any 1996 per la Fundación Caja de Madrid, dirigida originalment per Álvaro Delgado Gal. És una publicació periòdica de caràcter bibliogràfic de ressenya de llibres. Presenta un contingut variat que dona cabuda a diverses disciplines: història, literatura, ciències socials, teoria política, física, filosofia, art, psicologia, ciència, matemàtiques o música; a més d'incloure crítica teatral i musical, exposicions, ressenyes literàries, articles d'opinió, de la mà d'un ampli elenc de signatures i col·laboradors.
Des del 2015, en la seva segona etapa, és editada per la Fundación de Amigos de Revista de Libros, amb l'Obra Social la Caixa com a patrocinadora principal i amb el suport del Colegio Libre de Eméritos. El director és Javier Moscoso.
L'any 2008 va engegar una edició digital, amb accés restringit al contingut. Oferia als seus subscriptors un arxiu de més de quatre mil articles de crítica de llibres, i així va ampliar la seva influència a nous lectors, acadèmics i investigadors, fora d'Espanya. Posteriorment, va assajar diversos models de quiosc i ebook. Durant la crisi de les caixes d'estalvis espanyoles i la reducció de subvencions per a revistes culturals, la revista va estar a punt de desaparèixer, i va acabar a la fi de l'any 2012 com a publicació únicament digital d'accés obert. Fins a l'any 2013, la Revista de libros va ser editada per la Fundació Caja Madrid. El gener de 2014 va començar una segona època sota l'edició de l'Associació Amics de la Revista de Libros.

## Premis
Revista de Llbros va obtenir el Premi Nacional al Foment de la Lectura, concedit pel Ministeri d'Educació i Cultura l'any 1997, i la menció de l'I Premi Bartolomé March a la Crítica, en el qual un jurat compost per Eduardo Mendoza, Félix de Azúa, Jorge Volpi, Fernando Savater, Luis Goytisolo, Guillermo Cabrera Infante, Elide Pittarello, Jean François Fogel i Basilio Baltasar va destacar «la labor de la revista a favor d'una crítica rigorosa». Va obtenir també el premi de l'Associació de Revistes d'Informació, ARI 2004, a la millor revista especialitzada i el Premi a la Bibliodiversidad 2005.